# Тиамарк
Тиамарк — гето-дакийский правитель.
О Тиамарке известно только из надписи «BAΣIΛEΩΣ ΘΙΑΜΑΡΚΟΣ» на сосуде из Окницы жудца Вылча на северо-востоке Олтении. Точно не известно, когда он властвовал. По мнению К. А. Анисимова, Тиамарк правил в промежутке времени между Оролом и Буребистой. Как отметил С. Ю. Сапрыкин, наличие у Тиамарка полновесного царского титула свидетельствует о росте властных полномочий у гето-дакийских племенных правителей. Это произошло, по всей видимости, под влиянием внешней опасности, исходившей от бритолагов, бастарнов, а также македонских царей Антигона Досона и Филиппа V, стремившихся укрепиться во Фракии.